# Mediophyceae
Mediophyceae – klasa okrzemek.
Klasę Mediophyceae zdefiniowały w 2004 Medlin i Kaczmarska, włączając do niej głównie gatunki tradycyjnie zaliczane do grupy okrzemek centrycznych (Centricae) o cechach nawiązujących do drugiej grupy – okrzemek pierzastych (Pennatae). Bazonimem jest rząd Mediales Jouse & Proshkina-Lavrenko (Proshkina-Lavrenko 1949-1950). Mimo morfologicznego podobieństwa do okrzemek centrycznych, ze względu na cechy anatomiczne i molekularne badaczki połączyły tę klasę z klasą okrzemek pierzastych Bacillariophyceae w podgromadę Bacillariophytina.
Przedstawiciele tej klasy zwykle mają komórki dwu- lub wielobiegunowe z promienistą ornamentacją (centryczne). Rurkowate wyrostki występują zwykle na środkowej części pancerzyka i są to m.in. wyrostki labialne. Wyrostki położone na jego brzeżnej części są wyjątkowe, częstsze u Thalassiosirales. Aparat Golgiego zwykle położony blisko jądra komórkowego. Pirenoidy o zróżnicowanej budowie, pojedyncze (zwłaszcza u Thalassiosirales) lub liczne (zwykle u dwu- lub trzybiegunowych).
Rozmnażanie płciowe na drodze oogamii. Kilkubiegunowość wymuszona wzrostem auksospory, która ma po bokach properyzonium z krzemionkowymi płytkami uniemożliwiające równomierny wzrost w symetrii promienistej. Plemniki okrągłe, zwykle hologeniczne, tj. zachowują chloroplasty, zaokrąglone jądra komórkowe i mitochondria. Aparat Golgiego podobnie jak w komórkach wegetatywnych położony blisko jądra. Przyjmuje się, że przedstawiciele tej klasy wyewoluowali z form centrycznych.
W systemie AlgaeBase w połowie 2024 roku klasę dzielono w następujący sposób:
- podklasa Biddulphiophycidae
  - rząd Ardissoneales
  - rząd Biddulphiales
  - rząd Bilinguales
  - rząd Briggerales
- podklasa Chaetocerotophycidae
  - rząd Anaulales
  - rząd Chaetocerotales
  - rząd Hemiaulales
- podklasa Cymatosirophycidae
  - rząd Cymatosirales
- podklasa Thalassiosirophycidae
  - rząd Eupodiscales
  - rząd Lithodesmiales
  - rząd Stephanodiscales
  - rząd Thalassiosirales
- incertae sedis
  - rząd Probosciales